# Седин, Дмитрий Анатольевич
Дмитрий Анатольевич Седин (род. 31 декабря 1995 года, Москва) — российский мотогонщик. Двукратный Чемпион России в шоссейно-кольцевых мотогонках в категории «Supersport» в 2022 и 2023 годах, а также трехкратный победитель Кубка России в шоссейно-кольцевых мотогонках в категории «Supersport» в 2021, 2023 и 2024 годах,  победитель международного соревнования «Кубок ШОС» в классе «Суперспорт» в 2024 году. Вице-чемпион России 2018 и 2021 года в шоссейно-кольцевых мотогонках в классе «Supersport». Бронзовый призер Чемпионата России в классе «Superbike». Мастер спорта России по шоссейно-кольцевым мотогонкам.

## Биография и карьера
Дмитрий Анатольевич Седин родился 31 декабря 1995 года в Москве. Начал увлекаться мотоциклами в 13 лет. В 2013 году окончил среднюю школу и поступил в Московский государственный медико-стоматологический университет на специальность «Лечебное дело».
Дебютировал в соревнованиях RSBK в 2015 году с командой «Bikeexpert Project» в классе Stock Open 600. После победы в первом этапе принял решение перейти в класс Evo 600 2. По завершении сезона получил награду «Дебют года 2015 RSBK». Сезон 2016 года провёл в этом же классе. Призёр Moscow Raceway Cup.
В сезоне 2017 года дебютировал в классе Supersport. В середине сезона 2017 года перешёл в команду «VL65 Racing Team», где продолжил выступление под руководством Владимира Леонова. По итогам сезона занял 4 позицию в зачёте чемпионата. Также принял участие в Кубке Губернатора Московской области, где занял 3 позицию.
В 2018 году продолжил выступление в классе Supersport, а также дебютировал в чемпионате Италии по мотогонкам CIV (Campionato Italiano Velocita) в классе Supersport 300. Принял участие в 4 этапе на трассе Мизано. По итогам двух гонок занял 26 и 29 позицию на финише.
По итогам сезона 2018 в зачёте чемпионата России занял вторую позицию, в зачёте RSBK — 3 позицию.
С 2018 года участник программы «Yakhnich Motorsport».
В 2019 году принял участие в Чемпионате России в категории «Superbike». По итогам сезона стал бронзовым призером в зачете Чемпионата России, а также серебряным призером в зачете RSBK.
В 2020 году в составе команды Rolling Moto Racing принял участие в Чемпионате «Supermoto» в категории «Minimotard», по итогам сезона стал победителем серии, выиграв 7 гонок из 8.
В 2021 году вернулся в Чемпионат России по Супербайку в составе собственной команды «Prorace», в категории «Supersport», став Вице-Чемпионом России по итогу сезона. В 2021 году получил звание мастера спорта России.
Также в 2021 году стал победителем Кубка России по кольцевым мотогонкам в классе «Supersport».
В 2022 и 2023 годах принял участие в Чемпионате России в категории «Supersport». Стал Чемпионом России по итогам обоих сезонов.
В 2024 году в составе гоночной команды ЦСКА принял участие в Чемпионате России в категории «Supersport», а также в чемпионате Motoring, однако не смог завершить сезон из-за травмы.

## Достижения
- Премия «Дебют года RSBK 2015».
- Вице-чемпион России в шоссейно-кольцевых мотогонках в классе «Supersport» (2018).
- Участник чемпионата Италии в классе «CIV Supersport 300» (2018).
- Бронзовый призер Чемпионата России в шоссейно-кольцевых мотогонках в классе «Superbike» (2019).
- Победитель Чемпионата «Supermoto» в категории «Minimotard» (2020).
- Вице-чемпион России в шоссейно-кольцевых мотогонках в классе «Supersport» (2021).
- Победитель Кубка России в шоссейно-кольцевых мотогонках в классе «Supersport» (2021).
- Мастер спорта России по мотогонкам (2021).
- Чемпион России в шоссейно-кольцевых мотогонках в классе «Supersport» (2022)[1].
- Чемпион России в шоссейно-кольцевых мотогонках в классе «Supersport» (2023)[2].
- Победитель Кубка России в шоссейно-кольцевых мотогонках в классе «Supersport» (2023)[4].
- Победитель Кубка России в шоссейно-кольцевых мотогонках в классе «Supersport» (2024)[5][6].

## Результаты
| Сезон | Гоночная серия   | Класс          | Команда             | Производитель | Старты | Победы | Поулы | БК | Подиумы | Очки | Позиция |
| ----- | ---------------- | -------------- | ------------------- | ------------- | ------ | ------ | ----- | -- | ------- | ---- | ------- |
| 2017  | RSBK             | Supersport     | VL65 Racing Team    | Yamaha        | 12     | 0      | 0     | 0  | 5       | 116  | 4       |
| 2018  | RSBK             | Supersport     | VL65 Racing Team    | Yamaha        | 10     | 0      | 0     | 0  | 6       | 111  | 3       |
| 2018  | CIV              | Supersport 300 | Yakhnich Motorsport | Yamaha        | 2      | 0      | 0     | 0  | 0       | 0    | 29      |
| 2019  | RSBK             | Superbike      | VL65 Racing Team    | Aprilia       | 12     | 0      | 0     | 0  | 11      | 148  | 2       |
| 2020  | Supermoto        | Minimotard     | Rollingmoto Racing  | YCF           | 8      | 7      | 8     | 8  | 8       | 97   | 1       |
| 2021  | Motoring         | Supersport     | Prorace             | Yamaha        | 6      | 0      | 0     | 1  | 5       | 103  | 2       |
| 2022  | Motoring         | Supersport     | VL65 Racing Team    | Yamaha        | 5      | 4      | 1     | 2  | 5       | 124  | 1       |
| 2023  | Motoring         | Supersport     | VL65 Racing Team    | Yamaha        | 6      | 5      | 6     | 6  | 5       | 77   | 1       |
| 2024  | Чемпионат России | Supersport     | ЦСКА                | Yamaha        | 2      | 0      | 0     | 0  | 1       | 11   | 7       |
| 2024  | Motoring         | Supersport     | ЦСКА                | Yamaha        | 2      | 0      | 1     | 1  | 1       | 27   | 6       |